# Smittina groenlandica
Smittina groenlandica är en mossdjursart som först beskrevs av Norman 1894.  Smittina groenlandica ingår i släktet Smittina och familjen Smittinidae. Inga underarter finns listade i Catalogue of Life.